# Tabanus colombensis
Tabanus colombensis är en tvåvingeart som beskrevs av Macquart 1846. Tabanus colombensis ingår i släktet Tabanus och familjen bromsar. Inga underarter finns listade i Catalogue of Life.